# Helen Svedin
Helen Svedin (Sollefteå, 21 ottobre 1974) è una modella svedese.

## Biografia
Donna immagine di H&M, Helen Svedin ha lavorato a campagne pubblicitarie per Ana Sousa, Arena, Don Algodón, Friday's Project, Giorgio Armani, Guess?, Isdin, Kia, Land Rover, L'Oréal, Luciano Padovan, Nike, Vista Alegre e Schwarzkopf ed è apparsa sulle copertine di GQ, Elle, Marie Claire e Woman . Nel 2008 la modella svedese si è classificata 49ª nell'elenco delle "50 WAGS più sexy del mondo del calcio" stilato dalla rivista online COED.

## Vita privata
Helen Svedin è sposata dal 2001 con l'ex calciatore portoghese Luís Figo, che ha conosciuto nel 1996 a Barcellona in occasione di uno spettacolo di Joaquín Cortés. La coppia ha tre figlie: Daniela (nata nel 1999), Martina (nata nel 2002) e Stella (nata nel 2004). Vive a Milano, città in cui suo marito ha giocato quando militava nell'Inter.